# La Loi des hommes
Pour plus de détails, voir Fiche technique et Distribution.
La Loi des hommes est un film français réalisé par Charles Gérard et sorti en 1962.

## Synopsis
Le policier Dandieu enquête sur le braquage minutieusement préparé d'un fourgon blindé. Il rencontre ainsi Sophie Olivier, séduisante journaliste spécialisée en criminologie.

## Fiche technique
- Titre : La Loi des hommes
- Réalisation : Charles Gérard
- Scénario : Pascal Jardin
- Dialogues : Charles Gérard et Pascal Jardin
- Musique :  André Hossein
- Photographie : Claude Robin
- Son : André Louis
- Montage : Bernard Lefèvre
- Société de production : Filmatec
- Pays d'origine :  France
- Genre : Film policier
- Durée : 90 minutes
- Date de sortie :
  - France : 4 juin 1962

## Distribution
- Micheline Presle : Sophie Olivier
- Philippe Leroy : Dandieu (crédité Philippe Leroy Beaulieu)
- Pierre Mondy : Béguin, supérieur de Dandieu
- Arletty : Loune de Lindt
- Marcel Dalio : l'avocat Plautet
- José Luis de Vilallonga : le prêtre
- Gérard Buhr : le patron des Fourgons Blindés
- Robert Dalban : le cafetier
- Jacques Sempey : le maquettiste du journal
- Aurelien Lintermans
- Mercédès Lintermans
- Raoul Saint-Yves : Jules, le policier de faction
- Serge Sauvion : Jacky, un ami de Sophie
- Michel Constantin : Paulo, un ami de Sophie
- Sophie Hardy
- : Thiebaut
- Mathilde Casadesus : Madame Thiebaut
- Yves Barsacq : un inspecteur, collaborateur de Dandieu
- Berthe Granval : la secrétaire
- Jean-Loup Reynold : le projectionniste
- Mic Besson
- Joe Davray : le braqueur « aveugle » du fourgon
- Jacqueline Huet : elle-même, présentatrice TV
- Joseph Pasteur : lui-même, journaliste
- Papouf : le fils de Helmut
- Jacques Monod : Helmut

## Édition
Le film a été édité en DVD en 2005 par PVB éditions dans la collection Les classiques inédits.